# Dalešice (okres Třebíč)
Dalešice (německy Daleschitz, Dalleschütz) jsou městys ležící jihovýchodně od města Třebíče. Nadmořská výška obce je 398 metrů nad mořem. Obec patří do správního obvodu obce s rozšířenou působností Třebíč. Žije zde 570 obyvatel. První zmínka o obci se nachází v darovacích listinách a pochází z roku 1101.
Sousedními obcemi sídla jsou Popůvky, Valeč, Stropešín, Hrotovice, Slavětice a Kramolín.

## Geografie
Dalešicemi prochází ze severu na jih silnice II/399 ze Stropešína do Rouchovan a dále do Znojma, na západním okraji Dalešic do této silnice vyúsťuje silnice II/351 vedoucí jižně z Valče. Západně od Dalešic vede silnice do Hrotovic a jižně pak do Slavětic. Okolo Dalešické přehrady prochází cyklostezka s mnoha odbočkami, ta se napojuje na cyklostezku 5107 a na Pivovarskou cyklostezku, která vede od Dalešického pivovaru. Trasa 5107 vede i severně od vesnice kolem Velkého pivovarského rybníka a rybníka Bezděkov a dále do Stropešína. Na území obce se nachází přístaviště Dalešice.
Většina území obce je zemědělsky využívána, zalesněny jsou jen svahy údolí Dalešické přehrady, východní část území obce kolem kopce Spálenisko a západní hranice území kolem údolí Rouchovanky. 
Západní hranice obce je tvořena potokem Močinek, který se na hranici vlévá do Rouchovanky (též také Mocly), která západní hranici tvoří i dále na jih. Na jejím toku jsou také umístěny postupně dvě nádrže a rybník Cihelna. Přes rybníky Bezděkov a Velký pivovarský a dále přes zastavěné území obce teče potok Olešná, ten pak teče dál na jih a po cca 12 km se u Tulešic vlévá do Rokytné. Východní hranici obce tvoří dřívější údolí řeky Jihlavy a Dalešická přehrada. Severně od vrchu Spálenisko se nachází zátoka Hradisko, nad jejímž břehem se nachází zaniklá vesnice Čalonice a zřícenina hradu Čalonice a významný strom Dub. 
Většina území obce je poměrně rovinatá, jen východní část území se svažuje do někdejšího údolí řeky Jihlavy, hladina Dalešické přehrady dosahuje cca 375 metrů nad mořem. Nad svahy Dalešické přehrady se nachází nevýrazný kopec Spálenisko (422 m), pod kopcem se u břehů přehrady nachází skalní útvar Vztyčený prst. Na západním okraji území obce se nachází nepojmenovaný vrchol s kótou 426 m.
Zastavěné území obce se nachází téměř uprostřed území obce, na západním okraji území obce u zátoky Hradisko se nachází zřícenina Čalonice a dřívější vesnice Čalonice.

## Historie

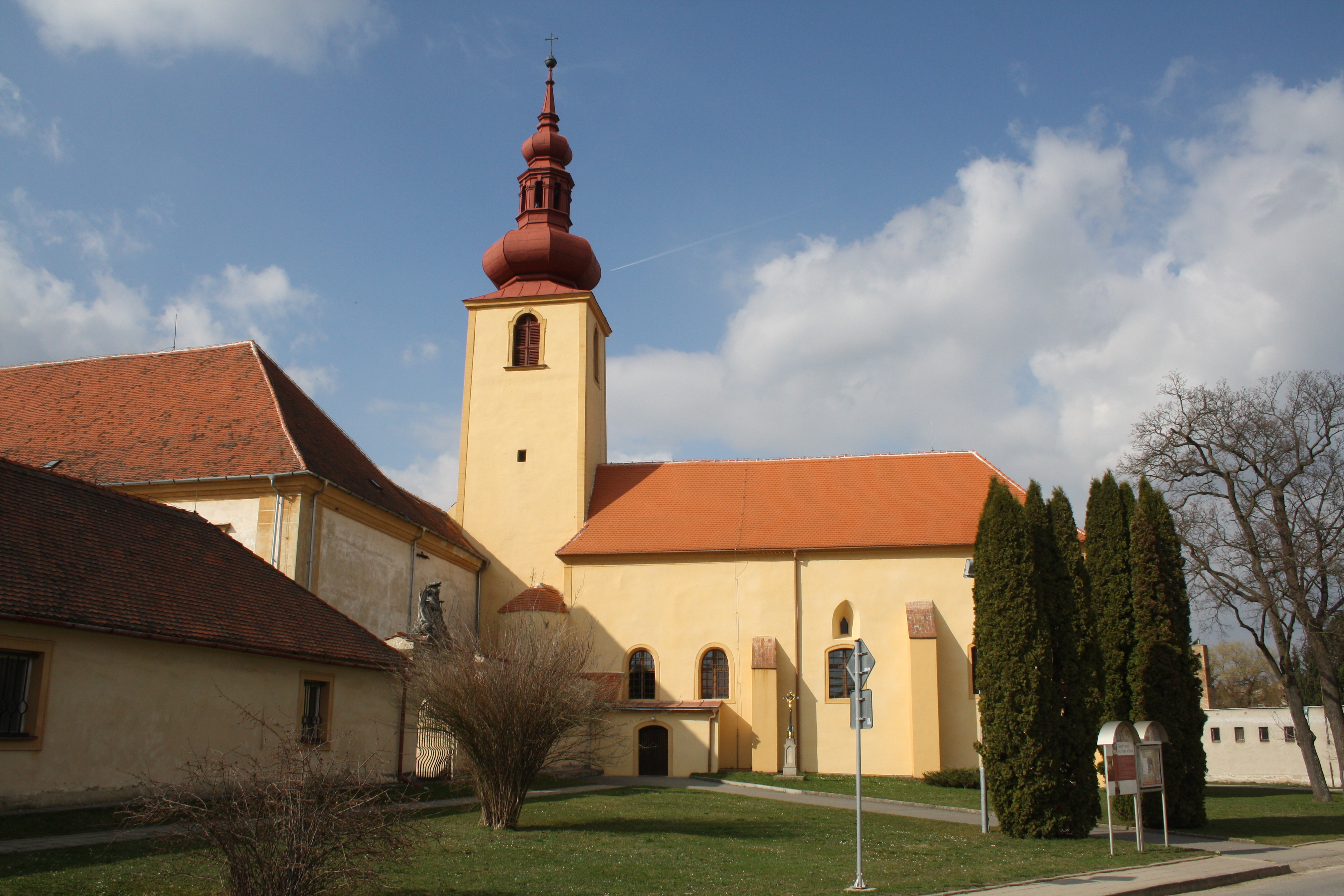
Dalešický kostel svatých Petra a Pavla

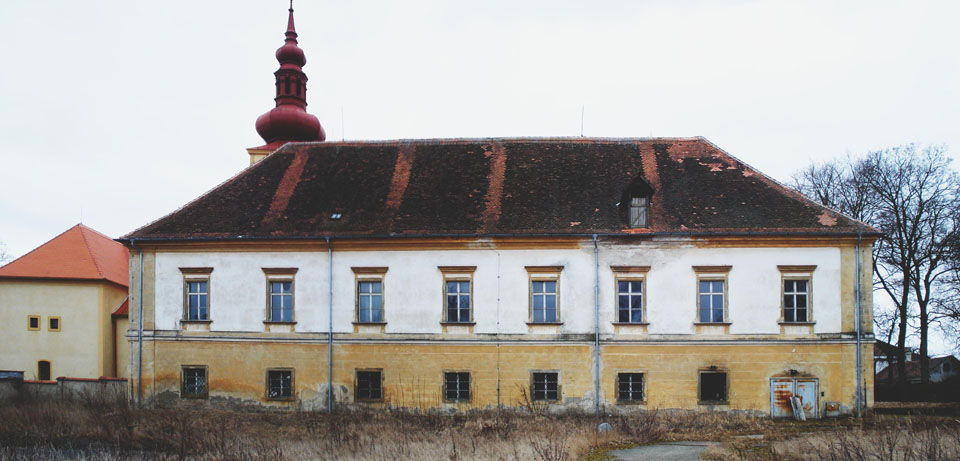
Dalešický zámek, někdejší klášter magdalenitek

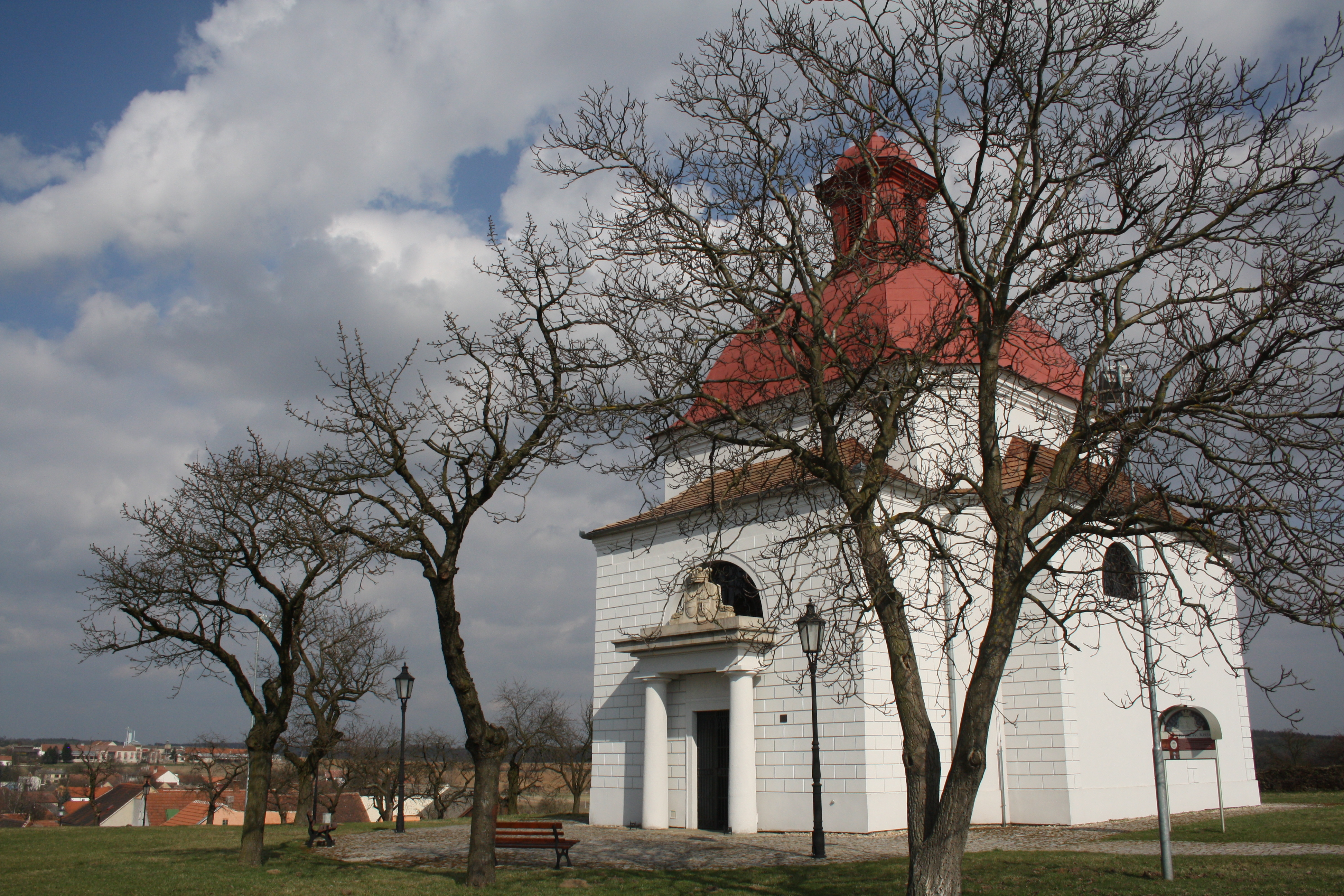
Kaple svatého Kříže

Zakládací listiny třebíčského kláštera se o Dalešicích zmiňují již v  roce 1101. Ve 12. století zde byl postaven románskogotický farní kostel svatých Petra a Pavla přiléhající k později postavenému baroknímu zámku, ve 13. století zde byl vybudován klášter kajícnic sv. Máří Magdalény (Magdalenitky) a ještě později, asi v roce 1708 byla postavena empírová kaple sv. Kříže u hřbitova.
V roce 1303 již existoval klášter v Dalešicích, kterému patřil i Stropešín. V roce 1546 získal dalešický klášter a jeho statky Karel z Žerotína a ten jej pak v roce 1553 prodal Burianovi Osovskému z Doubravice. Ten pak prodal klášter hned roku 1556 Jindřichovi Kralickému z Kralic, kolem roku 1560 pak zanikl klášter.
Po smrti Jindřicha Kralického pak zdědili panství jeho manželka Ludmila z Náchoda a posléze jeho synové František Kralický z Kralic a Jan Bedřich z Kralic. Po jeho smrti roku 1609 pak zakoupil panství Jiřík z Náchoda, jeho syn pak roku 1650 prodal Hynkovi Jiřímu z Hodic. Posléze dědictvím po Hynkově manželce získal roku 1669 Dalešice Leopold Odkolek z Oujezda. V roce 1713 pak dalešický statek koupil Jan Antonín Pachta z Rájova, v roce 1724 jej zakoupil Jindřich Josef Daun, jeho syn pak panství prodal roku 1761 Heřmanovi Vavřincovi Kannegieserovi, posléze majetky zdědil Jáchym Albert Hess. V roce 1850 pak dalešický statek zakoupil baron Jiří Sina.
Koncem 16. století byl v obci postaven pivovar, ve kterém se po ukončení výroby piva (1977) natáčel film Jiřího Menzela Postřižiny.
Alodiální panství Hrotovice s Krhovem, Myslibořicemi a Dalešicemi a se statky Slavěticemi a Valčí, které patřily pivovarskému průmyslníku Antonu Dreherovi, odkoupila hned v počátku pozemkové reformy v roce 1921 od Pozemkového úřadu pro účely parcelace Moravská agrární a průmyslová banka za 18 milionů Kč. Panství mělo rozlohu 7862 ha 82 arů. Z toho připadalo na lesy 4730 ha, na pole přes 2000 ha, na rybníky 52 ha, zbytek tvořily louky, zahrady, stavební parcely a jiná půda. Panství disponovalo 3 zámky (Hrotovice, Dalešice a Myslibořice), dále 12 dvory, 12 lihovary (u každého dvora), parní pilou nedaleko Hrotovic, kamennými lomy, 6 myslivnami, 13 hájenkami, 4 domy (dva v Hrotovicích a dva v Myslibořicích). Až na Slavětice, kde majitel hospodařil ve vlastní režii, bylo hospodářství v pronájmu. Zbytkový statek Dalešice o výměře 137 ha byl v roce 1923 přidělen pozemkovým úřadem Vladislavu Tkanému.
Dne 7. května 1945 byly Dalešice bombardovány, podle odkrytých archivů Rudé armády to mělo být záměrně. Celkem na území obce dopadlo asi 400 bomb. Při náletu zemřelo 27 lidí. Celkem bylo poškozeno 45 domů a kostel.
Dne 17. ledna 1948 bylo založeno jednotné zemědělské družstvo. JZD Vesmír Dalešice Během prvního zasedání, kterého se účastnili zástupci místních národních výborů a rolnických komisí z příslušných obcí, se komise usnesla na záboru půdy nad 50 ha pro účely drobného přídělu také u zbytkového statku Dalešice majitelů V. Tkaného a M. Tkaného. Zábor se týkal 77 ha.
V roce 2001 byla zahájena rozsáhlá rekonstrukce a obnova vaření piva. Také bylo otevřeno muzeum Rakousko-uherského pivovarnictví a stylové ubytování v pivovarnické budově. Od 10. října 2006 byl obci vrácen status městyse. V roce 2007 došlo k rekonstrukci návsi, kdy ta má čtvercový tvar, náves získala ve veřejném hlasování v roce 2015 ocenění nejhezčí náves v Česku.
V roce 2021 byl opraven silniční průtah městysem, městys také uloží elektrické vedení do země a v souvislosti s tím také opraví chodníky v části městyse. Další velkou opravu čeká budova bývalého hostince v rohu návsi, ta je majetkem města a původní vedení města muselo část budovy zbourat, plánem bylo z budovy po přestavbě vytvořit sociální bydlení a komunitní centrum. Nové vedení města v roce 2020 oznámilo, že v budově bude z důvodu legislativních změn umístěno pouze komunitní centrum a sídlo městyse, které sídlí v nevyhovujících prostorách. Součástí budovy byla i místní knihovna, pošta a ordinace lékaře, Rekonstrukce byla dokončena roku 2022.
Do roku 1849 patřily Dalešice do dalešického panství, od roku 1850 patřily do okresu Moravský Krumlov, pak mezi lety 1942 a 1945 a také později do okresu Moravské Budějovice a od roku 1960 do okresu Třebíč.
| Rok            | 1869 | 1880 | 1890 | 1900 | 1910 | 1921 | 1930 | 1950 | 1961 | 1970 | 1980 | 1991 | 2001 | 2011 | 2021 |
| -------------- | ---- | ---- | ---- | ---- | ---- | ---- | ---- | ---- | ---- | ---- | ---- | ---- | ---- | ---- | ---- |
| Počet obyvatel | 718  | 786  | 797  | 778  | 801  | 844  | 841  | 705  | 734  | 644  | 577  | 492  | 567  | 567  | 529  |
| Počet domů     | 108  | 122  | 133  | 140  | 152  | 159  | 186  | 201  | 194  | 183  | 174  | 184  | 201  | 215  | 221  |

## Správa městyse
Mezi lety 1850 a 1867 a mezi lety 1961 a 1991 k městysi patřil Stropešín.

## Pivovar Dalešice

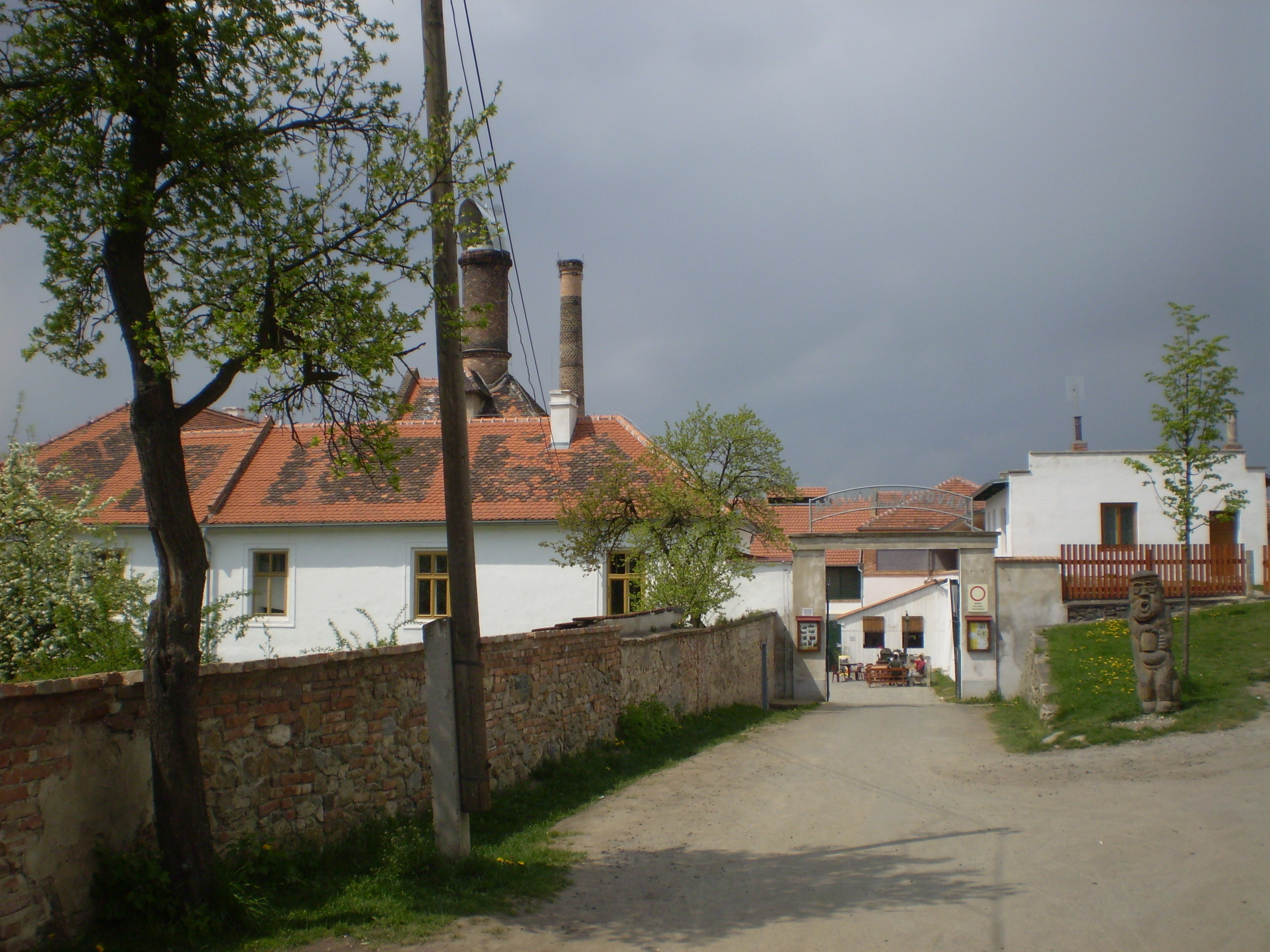
Dalešický pivovar, pohled od příjezdové cesty

### Historie pivovaru
Pivovar byl založen pravděpodobně koncem 16. století, písemně doložená jeho existence je až v roce 1609. Nejstarší budovy pochází ze 17. století, tedy z raného baroka. Roku 1882 bylo panství i s pivovarem koupeny Antonem Dreherem (velkopodnikatelem v oboru pivovarském). Za něj došlo k modernizaci celého provozu a k přechodu ze svrchního na spodní kvašení, roční produkce piva se tehdy pohybovala kolem 3000 hl. Zařízení se používala až do zániku pivovaru v roce 1977. V roce 1921 byl pivovar v rámci pozemkové reformy s celým panstvím Hrotovice odkoupen pro účely parcelace za 18 milionů Kč Moravskou agrární a průmyslovou bankou. Pivovar v Dalešicích získala během parcelace Zemědělská jednota Československá se sídlem pobočky v Hrotovicích (Zemědělská jednota v Hrotovicích, z. sp. s r. o.); většina z 12 lihovarů připadla ke zbytkovým statkům, ostatní lihovary byly združstevněny. Pivovar fungoval jako družstevní pivovar a sodovkárna. V době socialismu byl pivovar zestátněn ve prospěch podniku PIVOVARY A SLADOVNY Praha. Dne 19. srpna 1977 byla stočena poslední várka piva.
V květnu roku 1980 byly v prostorách pivovaru natočeny Jiřím Menzelem Hrabalovy Postřižiny.
V dalších letech pivovar chátral a v roce 1991 byl pivovar dán do zástavy bance a málem zdemolován, zarůstal náletovými dřevinami a stal se terčem vandalství. Teprve v roce 1999 byl odkoupen v dražbě za vyvolávací cenu 390 000 Kč současnými majiteli, kteří obnovili pivovarní výrobu a zachránili objekt pivovaru jako celek. V roce 2006 rozhodnutím ministerstva kultury byl prohlášen pivovar za nemovitou kulturní památku. Vlastník pivovaru Archatt s.r.o. navýšil postupně kapacitu až na dnešních 15 000 hl.

### Pivo
Pivo se vaří podle starého pivovarského zákona, který říká, že použít se smí jen voda, slad, chmel a kvasnice a do vaření se nesmí nijak zasahovat. Vaří se zde jedenácti- i dvanáctistupňový světlý ležák i třináctistupňový tmavý i světlý kvasnicový speciál.

### Sládci
- pan Estl
- pan Frey
- pan Kittl
- František Nikodém
- Štěpán Kříž
- Ladislav Němeček

## Politika

### Volby do Poslanecké sněmovny
|       | 2006                | 2010                | 2013                | 2017                | 2021                  |
| ----- | ------------------- | ------------------- | ------------------- | ------------------- | --------------------- |
| 1.    | ČSSD (31,91 %)      | KSČM (25,34 %)      | KSČM (30,28 %)      | KDU-ČSL (21,08 %)   | ANO (30,72 %)         |
| 2.    | KSČM (24,82 %)      | KDU-ČSL (20,54 %)   | KDU-ČSL (19,01 %)   | ANO (20,06 %)       | SPOLU (25,7 %)        |
| 3.    | KDU-ČSL (24,11 %)   | ČSSD (19,17 %)      | ČSSD (15,84 %)      | KSČM (19,04 %)      | Piráti+STAN (13,79 %) |
| účast | 66,28 % (285 z 430) | 61,30 % (293 z 478) | 58,44 % (284 z 486) | 59,88 % (297 z 496) | 67,36 % (322 z 478)   |

### Volby do krajského zastupitelstva
|      | 1.                | 2.                | 3.                       | účast               |
| ---- | ----------------- | ----------------- | ------------------------ | ------------------- |
| 2000 | 4KOALICE (37,6 %) | SNK (20,51 %)     | KSČM (17,09 %)           | 31,01 % (129 z 416) |
| 2004 | KDU-ČSL (37,16 %) | KSČM (27,43 %)    | ODS (17,69 %)            | 25,97 % (113 z 435) |
| 2008 | ČSSD (30,85 %)    | KDU-ČSL (26,28 %) | KSČM (25,71 %)           | 39,56 % (178 z 450) |
| 2012 | KSČM (31,57 %)    | KDU-ČSL (31,57 %) | ČSSD (16,31 %)           | 43,3 % (209 z 485)  |
| 2016 | KDU-ČSL (30,76 %) | KSČM (20,71 %)    | SPD+SPO (13,6 %)         | 33,53 % (170 z 507) |
| 2020 | KDU-ČSL (27,6 %)  | ANO (15,95 %)     | Piráti (15,33 %)         | 34,24 % (163 z 476) |
| 2024 | ANO (29,94 %)     | KDU-ČSL (15,56 %) | ODS+TOP 09+STO (13,17 %) | 36,29 % (168 z 463) |

### Prezidentské volby
V prvním kole prezidentských voleb v roce 2013 první místo obsadil Miloš Zeman (100 hlasů), druhé místo obsadil Karel Schwarzenberg (50 hlasů) a třetí místo obsadil Jiří Dienstbier (44 hlasů). Volební účast byla 63,96 %, tj. 307 ze 480 oprávněných voličů. V druhém kole prezidentských voleb v roce 2013 první místo obsadil Miloš Zeman (212 hlasů) a druhé místo obsadil Karel Schwarzenberg (94 hlasů). Volební účast byla 63,04 %, tj. 307 ze 487 oprávněných voličů.
V prvním kole prezidentských voleb v roce 2018 první místo obsadil Miloš Zeman (157 hlasů), druhé místo obsadil Pavel Fischer (52 hlasů) a třetí místo obsadil Jiří Drahoš (43 hlasů). Volební účast byla 60,72 %, tj. 303 ze 499 oprávněných voličů. V druhém kole prezidentských voleb v roce 2018 první místo obsadil Miloš Zeman (220 hlasů) a druhé místo obsadil Jiří Drahoš (117 hlasů). Volební účast byla 68,36 %, tj. 337 ze 493 oprávněných voličů.
V prvním kole prezidentských voleb v roce 2023 první místo obsadil Andrej Babiš (139 hlasů), druhé místo obsadil Petr Pavel (80 hlasů) a třetí místo obsadila Danuše Nerudová (50 hlasů). Volební účast byla 67,28 %, tj. 327 ze 486 oprávněných voličů. V druhém kole prezidentských voleb v roce 2023 první místo obsadil Petr Pavel (176 hlasů) a druhé místo obsadil Andrej Babiš (155 hlasů). Volební účast byla 67,34 %, tj. 332 ze 493 oprávněných voličů.

## Pamětihodnosti
- vodní nádrž Dalešice
- barokní zámek s parkem
- románskogotický kostel svatých Petra a Pavla ze 12. století
- kaple sv. Kříže z roku 1708
- bronzová busta básníka Vítězslava Nezvala od Jana Simoty
- rekonstruovaný pivovar Dalešice – vaří se zde dalešické pivo
- Čalonice – tvrz u Dalešické přehrady

## Osobnosti
- Vilém Ambrož (1846–1903), kněz, působil v Dalešicích
- Rudolf Dufek (1882–?), pedagog a osvětový pracovník
- Osvald Jakubíček (1858–1912), pedagog
- Heinrich Hoffmann (1875–1939), podnikatel
- Karel Chrást (1880–1946), fotograf
- Josef Šťastný (1918–?), voják a pedagog